# Martens Ferrão
João Baptista da Silva Ferrão de Carvalho Martens (Olivais (Lisboa), 28 de Janeiro de 1824 — Florença, 15 de Novembro de 1895), mais conhecido por Martens Ferrão, foi um jurisconsulto, magistrado e político português, que entre outras funções foi deputado à Cortes e par do Reino, ministro e Procurador-Geral da Coroa. Na fase final da sua vida exerceu funções de embaixador de Portugal junto da Santa Sé, qualidade em que negociou a Concordata de 23 de Maio de 1886. Celebrizou-se com a aprovação em parlamento de uma proposta de reorganização da administração do território, a qual teve contudo vida efémera, já que a contestação popular à extinção de municípios e distritos levou às manifestações da Janeirinha e à consequente queda do governo e revogação da reforma.

## Biografia
O Conselheiro João Baptista da Silva Ferrão de Carvalho Martens nasceu em Lisboa, a 28 de Janeiro de 1824, filho do desembargador da Casa da Suplicação Francisco Roberto da Silva Ferrão de Carvalho Martens e de Maria Isabel Brum da Silveira, de ascendência açoriana. Foi irmão de D. José Maria da Silva Ferrão de Carvalho Martens, bispo de Bragança e Miranda e depois bispo de Portalegre, também par do Reino.
Fez estudos preparatórios em Lisboa, ingressando na Universidade de Coimbra a 24 de Outubro de 1848, para cursar Direito. Aluno brilhante, obteve o bacharelato a 8 de Maio de 1852 e a licenciatura a 24 de Julho de 1854. Doutorou-se em Direito a 31 de Maio de 1854, apresentando a dissertação inaugural para o acto de Conclusões Magnas intitulado Teoria do Homem e da Humanidade; Teoria Transcendente da Ciência Económica; Organização da Indústria.
Em 1857 concorreu a um lugar de lente da Faculdade de Direito da Universidade de Coimbra, lugar para o qual seria nomeado a 21 de Julho de 1858. Na Universidade leccionou diversas cadeiras, tendo-se afirmado como um competente jurisconsulto e um reputado especialista em Direito.

### A carreira como deputado e ministro
Apoiante do Partido Regenerador e adepto fervoroso da Regeneração, em meados da década de 1850 foi progressivamente assumindo actividade partidária. Foi eleito pela primeira vez deputado em Dezembro de 1854, numa escrutínio intercalar para preenchimento de vacaturas, em representação do círculo de Guimarães, tendo prestado juramento a 17 de Janeiro de 1855 e indo integrar a maioria regeneradora. Foi um deputado activo, produzindo diversas intervenções e apresentando propostas de lei, com destaque para um diploma sobre instrução pública e outro sobre as bases das companhias de crédito rural. Distinguiu-se pela sua capacidade de produzir propostas de legislação, passando a integrar a Comissão de Legislação.
Para a legislatura de 1857-1858 foi novamente eleito deputado num escrutínio intercalar, desta vez em numa vaga surgida no círculo de Barcelos, tendo prestado juramento a 8 de Janeiro de 1858. Agora integrando a oposição ao governo do Partido Histórico, teve grande relevância na crítica às medidas sanitárias tomadas pelo governo face à epidemia de cólera morbus que afectara parte do país. Também apresentou um projecto de lei que pretendia regular a emigração de cidadãos portugueses para o estrangeiro, em especial o Brasil.
Subindo no escala de importância partidária, fez parte da Comissão Central Eleitoral do Partido Regenerador na preparação das eleições gerais realizadas em Maio de 1858. Nessas eleições foi candidato por Barcelos, tendo sido eleito, com juramento prestado a 21 de Junho de 1858. Neste mandato voltou a fazer parte da Comissão de Legislação, tornando-se num dos mais influentes legisladores da Câmara.
Neste mandato destacou-se particularmente na discussão do discurso da Coroa, onde analisando as políticas do governo, com especial enfoque no escândalo diplomático que se tinha gerado em torno do caso da barca negreira Charles et George, no crescente desequilíbrio das finanças do Estado e no mau andamento das obras públicas, conclui pela sua total oposição à acção do executivo, num discurso muito aplaudido pela Câmara e depois pela imprensa.
Tendo ganho notoriedade como jurisconsulto e legislador, foi chamado a integrar o governo regenerador-cartista presidido por António José de Sousa Manuel de Menezes Severim de Noronha, o 1.º duque da Terceira, como titular do Ministério da Justiça e Negócios Eclesiásticos. Exerceu o cargo desde a tomada de posse do governo, a 16 de Março de 1859, permanecendo no cargo até 4 de Julho de 1860, na fase final já sob a presidência de Joaquim António de Aguiar, uma vez que o duque da Terceira tinha falecido a 26 de Abril de 1860.
Ainda nas funções de ministro, concorreu, novamente por Barcelos, a um lugar de deputado na legislatura de 1860-1861, sendo reeleito. Nesta mandato apresentou, ainda como ministro, um vasto pacote de reformas legislativas, incluindo matérias como o crédito predial, a reorganização do sistema judicial, incluindo a reestruturação dos limites geográficos das comarcas e dos Tribunais da Relação, e a revisão do sistema prisional.
Como político notável do regime, um dos membros da geração que Oliveira Martins apelidaria de liberalismo novíssimo, viu a sua casa em Lisboa ser atacada durante os tumultos do Natal, organizados em Dezembro de 1861 pela organização política radical Patriótica, em resultado dos boatos de envenenamento da família real que corriam em Lisboa face às mortes de D. Pedro V, então com apenas 24 anos de idade, e do infante D. Fernando, ocorridas em Novembro de 1861, e a do infante D. João em Dezembro seguinte, estando também em grande perigo a vida do infante D. Augusto, que pôde salvar-se. Esses tumultos, a que José Estêvão Coelho de Magalhães chamaria no parlamento a anarquia da dor, respondendo ao despotismo da morte, obrigaram o governo a procurar refúgio e fizeram perigar a vida dos políticos e aristocratas vistos como próximos de Nuno José Severo de Mendonça Rolim de Moura Barreto, o duque de Loulé, como era o caso de Martens Ferrão.
Como reputado especialista em Direito, teve um papel de grande relevância nos trabalhos da comissão encarregue de elaborar uma proposta de revisão do projecto de Código Civil, a qual se manteve em funcionamento de 1861 a 1865.
Nas 13.ª e 14.ª legislaturas, de 1861 a 1865, ambas com a maioria a pertencer ao Partido Histórico, foi eleito pelo círculo de Paredes, onde conseguiu criar um bastião de apoiantes capaz de lhe garantir a entrada no parlamento. Neste período de oposição teve uma participação parlamentar mais discreta, mas ainda assim participando activamente na comissão de legislação e nas reformas do Código Penal Militar.
Na 15.ª legislatura (1865-1868), a legislatura da Fusão, foi novamente reeleito pelo círculo de Paredes. Embora não sendo adepto da fusão entre os dois partidos da Regeneração, mantém no parlamento uma posição reservada em relação a esta matéria, conduzindo a sua actividade parlamentar essencialmente para o campo legislativo, área em que se destaque pela sua capacidade de iniciativa e pela qualidade dos projectos de lei apresentados.
Em 9 de Maio de 1866 substituiu António Augusto de Aguiar no Ministério dos Negócios do Reino, cargo que manteve até à Janeirinha. Nessas funções foi o principal promotor da Lei da Administração Civil de 26 de Junho de 1867, cujo mapa final de divisão do território foi publicada a 10 de Dezembro de 1867, também conhecida pelo Código Martens Ferrão. Esta lei, ao extinguir concelhos e reformular a divisão distrital, gerou descontentamento generalizado e está na génese, a par da rejeição do imposto do consumo, das manifestações populares que levaram à queda do governo em Janeiro de 1868, a Janeirinha.
Nesta sua segunda, e última, passagem pelo governo, para além do polémico código administrativo que leva o seu nome, apresentou um extraordinário pacote de iniciativas legislativas, as quais tocavam diversos sectores da vida pública. Esse pacote legislativo incluía um projecto de lei regulando a construção de escolas primárias, a criação de corpos de polícia e guarda civil, a extinção da mendicidade e a criação de uma rede de estabelecimentos de beneficência, a reforma do ensino primário e profissional, para além de outros diplomas de menor impacto social.
Apesar da crise despoletada pelo seu Código Administrativo, a carreira política de Martens Ferrão sobreviveu. Voltou a ser reeleito por Paredes nas eleições de 22 de Março de 1868, mantendo uma posição relevante e influente no processo legislativo, afirmando que não pretendia causar ‘’embaraços’’ ao novo executivo presidido por António José de Ávila.

### O cargo de Procurador-Geral da Coroa e Fazenda
Tomou posse como Procurador-Geral da Coroa e Fazenda em 28 de Julho de 1868. Apesar dessas funções terem sido consideradas incompatíveis com as de deputado, voltou à Câmara a 13 de Janeiro de 1869, eleito, novamente por Paredes, em escrutínio suplementar realizado em Dezembro anterior. Esta situação manter-se-á nas três legislaturas subsequentes, onde será sempre eleito por Paredes. Contudo, a sua participação parlamentar será reduzida, limitando-se quase exclusivamente ao trabalho das comissões relacionadas com legislação e justiça.
Representou pela última vez o círculo de Paredes na legislatura de 1871 a 1874, naquela que seria a sua última presença como deputado, já dominada por Fontes Pereira de Melo, prestando juramento a 21 de Julho de 1871. Mais uma vez, a sua participação circunscreveu-se ao trabalho nas comissões relacionadas com a actividade legislativa.
Nesta última legislatura, apoiou o governo de António José de Ávila na decisão de proibir as Conferências do Casino, afirmando que o governo não podia permitir que continuassem a propagar-se num curso público doutrinas que profundamente ofendiam os sentimentos da Nação e da ordem pública.
Ainda no desempenho das funções de Procurador-Geral, foi designado par do Reino por decreto de 28 de Dezembro de 1871, tomando assento na respectiva Câmara a 9 de Janeiro de 1872, o que implicou a sua saída definitiva da Câmara dos Deputados.
A partir de 1874 foi encarregado das funções de aio dos príncipes D. Carlos e D. Afonso, cuja educação literária e científica lhe foi confiada, um sinal de grande confiança por parte da família real. A decisão foi muito criticada, ficando célebre o ataque que recebeu nas Farpas de Ramalho Ortigão onde era apodado de ingénuo e de incapaz. Nesse mesmo ano, foi nomeado Conselheiro de Estado.
Manter-se-á no cargo de Procurador-Geral até 1885, produzindo importantes pareceres sobre matéria tão diversas como o empréstimo que havia sido contraído por D. Miguel e o grau de vinculação do Estado português ao seu pagamento, as questões coloniais e diversas matérias de direito internacional relacionadas com as colónias portuguesas.

### Par do Reino
Tendo entrado na Câmara dos Pares em Janeiro de 1872, a sua actividade foi relativamente discreta, já que as suas funções de Procurador-Geral lhe absorviam a maior parte da sua actividade. Foi assíduo durante as sessões que decorreram até 1885, ano em que partiu para Roma como embaixador português junto da Santa Sé.
A participação de Martens Ferrão na Câmara dos Pares foi também voltada para as questões legislativas, com participação em inúmeras comissões. Depois de nomeado embaixador, a sua participação passou a restringir-se aos períodos em que estava em Lisboa, já que tinha residência quase permanente em Roma.

### Embaixador de Portugal na Santa Sé e os anos finais
Nos últimos anos da sua vida, exerceu as funções de embaixador de Portugal junto da Santa Sé, qualidade em que negociou a Concordata de 23 de Maio de 1886. Nesta Concordata ficou finalmente resolvida a questão do Padroado do Oriente, problema que tinha envenenado as relações entre Portugal e Santa Sé durante várias décadas.
Faleceu em Florença, a 15 de Novembro de 1895. É recordado na toponímia da cidade de Lisboa, que lhe dedica uma importante artéria.
Foi pai de Francisco Roberto da Silva Ferrão de Carvalho Martens, 1.º Conde de Martens Ferrão, também deputado e par do reino, lugar em que sucederia a seu pai.

## Obras publicadas
- Dissertação inaugural para o acto de conclusões magnas na Faculdade de Direito, Coimbra, Impr. da Universidade, 1854;
- Concurso feito na Faculdade de Direito da Universidade de Coimbra em Maio de 1858, Lisboa, Typ. de J. C. de Sousa Neves, [1858];
- Officio do embaixador extraordinario de Portugal junto da Santa Sé ao Ministro dos Negócios Estrangeiros, Lisboa, Imp. Nacional, 1886;
- Consulta fiscal do Conselheiro d'Estado Procurador Geral da Coroa e Fazenda Dr. João Baptista da Silva Ferrão de Carvalho Mártens acerca do empréstimo de 16 de Julho de 1852 denominado emprestimo de D. Miguel, Lisboa, Impr. Nacional, 1880;
- Consultation du Conseiller d'Etat avocat général de la couronne de Portugal S. E. Mártens Ferrão sur les prétentions des porteurs de titres de l'emprunt D. Miguel, Lisbonne, Impr. Nationale, 1880;
- Discurso acerca da questão da barca "Charles et George" proferido na discussão da resposta ao discurso da coroa nas sessões de 20 e 21 de Dezembro pelo Deputado por Barcellos João Baptista da Silva Ferrão de Carvalho Martens,  [s.l.], [18--];
- Discurso proferido na discussão da resposta ao discurso da Coroa na Camara dos Dignos Pares do Reino nas sessões de 25 e 26 de Junho de 1891$fpor João Baptista da Silva Ferrão de Carvalho Mártens..., Lisboa, Impr. Nacional, 1891;
- Discurso proferido na sessão de 9 de Abril de 1856 por João Baptista da Silva Ferrão Carvalho Martens, [Lisboa], Imp. Nacional, 1856;
- Dissertação inaugural para o acto de conclusões magnas na Faculdade de Direito, Coimbra, Imp. da Universidade, 1854;
- La question entre le Portugal et le Bresil..., Rome, Imp. Forsani, 1894;
- La question portugaise du Congo par devant de droit public de l'Europe, Lisbonne, Imprimeries Nationale, 1884;
- Discurso proferido na discussão da resposta ao discurso da corôa na camara dos pares, na sessão legislativa de 1885 (relator), [s.l.], 1885;
- Discursos pronunciados na Câmara dos Dignos Pares demonstrando a legalidade das concessões feitas ao capitão d'artilharia Paiva de Andrade, pelos... João de Andrade Corvo, Thomaz Ribeiro e Mártens Ferrão, Lisboa, Typ. do Diário Ilustrado, 1879.